# Hyaloperonospora
Hyaloperonospora es un género de protistas de aspecto fungoide (Oomicetes) de la familia Peronosporaceae.